# Winter Celebration
『Winter Celebration』（ウィンターセレブレーション）は、Q;indiviのスピンオフとしてQ;indivi Starring Rin Oikawa名義で2009年11月18日にiTunes Storeにて先行配信、2009年11月21日に発売された通算2枚目のアルバムである。

## 概要
今作品はクリスマスや冬をコンセプトにしており、多くの有名なクリスマスソング及びウィンターソングをQ;indiviらしくアレンジした作品である。また、ボーカルのRin Oikawaが一部歌詞を書き足している。

## 評価
先行配信されたiTunes Storeでは発売から徐々に順位を上げ、12月に入ると勢いは増し総合アルバムチャートで2位を数日間に渡って獲得、ダンスミュージックアルバムおよびソングチャートでは一位を含む上位を複数獲得するなどリスナーからも高い評価を得ている。

## 収録曲
1. Prologue - Winter Prelude
2. Last Christmas - ラストクリスマス
3. Joy To The World - もろびとこぞりて
4. Jingle Bells - ジングル・ベル
5. Interlude - Snow Drop
6. Silent Night - きよしこの夜
7. We Wish You A Merry Christmas
8. Santa Claus Is Comin' To Town - サンタが街にやってくる
9. Interlude - Snow Crystal
10. White Christmas
11. Rudolph The Red-Nosed Reindeer - 赤鼻のトナカイ
12. I Saw Mommy Kissing Santa Claus - ママがサンタにキスをした
13. Epilogue - Winter Celebration
14. Silent Night (Japanese Ver.)［ボーナストラック］

## 特典
- TSUTAYA RECORDS
  - スリーブケース